# منورقة
مَنُورَقَة (من اللاتينية: Insula Minor، الترجمة الحرفية «الجزيرة الأصغر») هي واحدة من جزر البليار الواقعة في البحر الأبيض المتوسط والتابعة إلى إسبانيا. اكتسبت الجزيرة اسمها من حجمها، على النقيض من جزيرة مايوركا القريبة. تمثل ماهون (باللغة الكتالونية: Maó) عاصمة الجزيرة. وتقع في النهاية الشرقية للجزيرة، التي لا تُعد مقاطعة بحد ذاتها بل تشكل اتحادًا سياسيًا مع بقية الجزر في الأرخبيل. تُعتبر ماهون وسيوتاديلا المدينتين الأكبر وتحتويان على الميناءين الرئيسيين في الجزيرة. يُعتبر ميناء ماهون ثاني أكبر ميناء طبيعي في العالم [بحاجة لمصدر].
بلغ عدد سكان منوركا 96,733 نسمة وفقًا لتعداد 1 يناير 2021، ليرتفع في 1 يناير 2023 إلى 99,005 نسمة وفقًا للتقديرات الرسمية. تقع منوركا بين خط عرض 39°47' إلى 40°00' شمالًا وخط طول 3°52' إلى 4°24' شرقًا. تمثل منطقة إلتورو (من الكلمة الكاتالونية «turó» التي تعني التل) أعلى نقطة في الجزيرة إذ يبلغ ارتفاعها 358 متر (1,175 قدم) فوق مستوى سطح البحر.

## لمحة تاريخية
تشتهر الجزيرة بمجموعة من الآثار الحجرية الجندلية: النافيتا، والتولا والتالايوت، ما يشير إلى احتوائها على نشاط بشري مبكر في عصر ما قبل التاريخ. تأثرت بعض الثقافات المبكرة في منوركا بثقافات البحر الأبيض المتوسط الأخرى، بما في ذلك الحضارة المينوسية في كريت القديمة (انظر أيضًا جزر الجمنيزيا). على سبيل المثال، يُعتقد أنه كان لاستخدام الأعمدة الخشبية المقلوبة المكسوة بالجص تأثير هام على ممارسات شعوب منوركا المبكرة التي حاولت تقليد هذه الممارسة.
شهدت نهاية الحروب البونيقية زيادة في القرصنة في غرب البحر الأبيض المتوسط. أدى الاحتلال الروماني لهسبانيا إلى نمو التجارة بين البحرية بين شبه الجزيرة الإيطالية وشبه الجزيرة الإيبيرية. استغل القراصنة الموقع الاستراتيجي لجزر البليار لشن الغارات على التجارة الرومانية، إذ استخدموا جزيرتي منوركا ومالوركا كقاعدة لهم. ردًا على ذلك، لجأ الرومان إلى غزو منوركا. بحلول عام 123 قبل الميلاد، خضعت كامل أراضي الجزيرتين للسيطرة الرومانية، لتنضم كليتهما في وقت لاحق إلى مقاطعة هسبانيا سيتيريور.
في عام 13 قبل الميلاد، أعاد الإمبراطور الروماني أغسطس قيصر تنظيم المقاطعات لتصبح جزر البليار جزءًا من مقاطعة هسبانيا تاراكونيس الإمبراطورية. تحولت مدينة ماجو القديمة بدورها من مدينة قرطاجية إلى مدينة رومانية.

### يهود منوركا
كانت الجزيرة موطنًا لمجموعة من السكان اليهود. تشير رسالة تحويل اليهود التي كتبها الأسقف سيفيروس من منوركا في القرن الخامس إلى التحويل القسري لأكثر من 540 رجل وامرأة من سكان الجزيرة اليهود في عام 418 بعد الميلاد. اضطر العديد من اليهود إلى الخضوع للمعمودية، بما في ذلك ثيودور، أحد ممثلي اليهود من الأغنياء وصاحب المكانة العالية بين اليهود الآخرين والمسيحيين على حد سواء. أدى التحويل القسري ضمن هذا المجتمع الذي اتسم في السابق بالتعايش السلمي بين جميع فئاته إلى طرد النخبة اليهودية الحاكمة إلى المناطق النائية القاتمة، وحرق الكنس اليهودية ورد اعتبار بعض العائلات اليهودية المعينة بعد قبولها المسيحية عنوة، ما سمح ببقاء بعض هذه العائلات اليهودية التي لم تهلك بالفعل. احتفظ العديد من اليهود بإيمانهم اليهودي سرًا بينما اعتنقوا من الظاهر المعتقدات المسيحية. يشكل بعض هؤلاء اليهود جزءًا من مجتمع جوئتا.
بعد سيطرة بريطانيا على منوركا في عام 1713، أطلقت حملة نشطة لتشجي هجرة الأجانب غير الكاثوليك، بما في ذلك اليهود الذين لم يقبلهم قاطنو الجزيرة ذو الأغلبية المسيحية. عند طلب اليهود بناء كنيس يهودي لهم في ماهون، قُوبل طلبهم بالرفض وتعرضوا للإدانة والاستهجان من رجال الكهنوت. في عام 1781، بعد غزو دوق ماهون، لويس دي بالبيس دي بيرتون دي كريون، منوركا، أمر جميع اليهود بمغادرة الجزيرة خلال أربعة أيام. في ذلك الوقت، ضم المجتمع اليهودي ما يقارب 500 شخص ممن نُقلوا على متن أربع سفن إسبانية من منروكا إلى ميناء مارسيليا.

### العصور الوسطى
نجح الوندال في غزو الجزيرة بسهولة في القرن الخامس بعد الميلاد. تمكن الإمبراطور البيزنطي من استعادة الجزيرة في عام 534. بعد الغزو الأموي لهسبانيا، أصبحت منوركا تابعة إلى خلافة قرطبة في عام 903، وهاجر العديد من المسلمين إلى الجزيرة.
عُرفت الجزيرة باسمها المعرّب منورقة (Manûrqa) الذي أطلقه المسلمون عليها منذ ضمها إلى خلافة قرطبة على يد عصام الخولاني في عام 903 حتى انتهاء حكم أبو عمر بن سعيد، آخر رئيس مسلم للجزيرة، في عام 1287. كانت مدينة الجزيرة أو المنورقة (سيوتاديلا الحديثة) المركز الحضري الوحيد للجزيرة. عاشت غالبية السكان في مجتمعات زراعية صغيرة منظمة ضمن بنية قبلية.
في عام 1231، بعد استيلاء القوات المسيحية على الجزيرة، اختارت منوركا البقاء كدولة إسلامية مستقلة، على الرغم من اعترافها بتبعيتها للملك خايمي الأول ملك أراغون. خضعت الجزيرة في البداية لحكم أبو عثمان سعيد حكم القرشي (1234-1282)، ومن بعده ابنه أبو عمر بن سعيد (1282-1287).
جاء الغزو الكاتالوني الأراغوني بقيادة ألفونسو الثالث (الذي يُعرف أيضًا باسم كونت برشلونة ألفونس الثاني)، في 17 يناير 1287؛ تحتفل الجزيرة اليوم بالذكرى السنوية لهذا الغزو باعتباره اليوم الوطني لمنوركا. بمجرد الاستيلاء على الجزيرة، تعرض معظم سكانها المسلمين للاستعباد والبيع في سوق الرقيق إيفيسا، وفالنسيا وبرشلونة، بينما تحولت نسبة منهم إلى المسيحية.
بعد الفتح المسيحي في عام 1287، أصبحت الجزيرة جزءًا من تاج أراغون. في فترة من الفترات، تنازلت مملكة أراغون عن الجزيرة لمملكة مايوركا، التي كانت بدورها عضوًا من أعضاء التاج، لكن استعادها ملك أراغون في عام 1343. في نهاية المطاف، اندمج تاج أراغون مع تاج قشتالة لتصبح جزيرة منوركا جزءًا من إسبانيا.
خلال القرن السادس عشر، أدت الهجمات البحرية التركية إلى تدمير ماهون والعاصمة آنذاك، سيوتاديلا. استطاع القراصنة البربر من شمال أفريقيا الاستيلاء على غنائم كبيرة في ماهون بالإضافة إلى ما يقارب 6,000 عبد. أطلق العديد من الملوك الإسبان، بما في ذلك فيليب الثالث وفيليب الرابع، على أنفسهم لقب «ملك منوركا» كلقب فرعي.

## أعلام
- برايان تايلور